# Polygonella articulata
Polygonella articulata är en slideväxtart som först beskrevs av Carl von Linné, och fick sitt nu gällande namn av Meissn.. Polygonella articulata ingår i släktet Polygonella och familjen slideväxter. Inga underarter finns listade i Catalogue of Life.